# Station Wrocław Pracze
Station Wrocław Pracze is een spoorwegstation in de Poolse plaats Wrocław.